# Misère et Noblesse (film)
Pour les articles homonymes, voir Miseria e nobiltà.
Pour plus de détails, voir Fiche technique et Distribution.
Misère et Noblesse (Miseria e nobiltà) est un film italien réalisé par Mario Mattoli, sorti en 1954, adaptation de la pièce éponyme d'Eduardo Scarpetta.

## Synopsis
À Naples, dans les années 1880, Felice Sciosciammocca, un écrivain public sans le sou, partage l'appartement où il vit en famille, avec la famille de son ami Pasquale, un photographe de rue. Les deux familles désargentées y cohabitent tant bien que mal, bien souvent contraintes de se passer de repas. Un jeune aristocrate, Eugenio, amoureux d'une danseuse, Gemma, leur propose un marché : Felice et Pasquale, en échange d'un somptueux repas, se feront passer pour ses nobles parents afin de convaincre le père de la demoiselle, un ancien cuisinier quelque peu infatué de noblesse, de la laisser l'épouser.

## Fiche technique
- Titre original : Miseria e nobiltà
- Titre français : Misère et Noblesse
- Réalisation : Mario Mattoli
- Scénario : Mario Mattoli et Ruggero Maccari, d'après la pièce Misère et Noblesse (Miseria e nobiltà) d'Eduardo Scarpetta, créée en 1887
- Photographie : Karl Struss et Luciano Trasatti (it)
- Décors : Alberto Boccianti (it) et Piero Filippone
- Costumes : Gaia Romanini (it)
- Son : Rocco Mangano
- Montage : Roberto Cinquini (it)
- Musique : Pippo Barzizza
- Production : Dino De Laurentiis, Carlo Ponti
- Société de production : Excelsa Film (Dino De Laurentiis, Carlo Ponti), Minerva Film AB, Rosa Film
- Pays d'origine :  Italie
- Format : Couleurs (Ferraniacolor) - 35 mm - 1,37:1 - Mono
- Genre : comédie
- Durée : 95 minutes
- Date de sortie : Italie, 8 avril 1954

## Distribution
- Totò : Felice Sciosciammocca

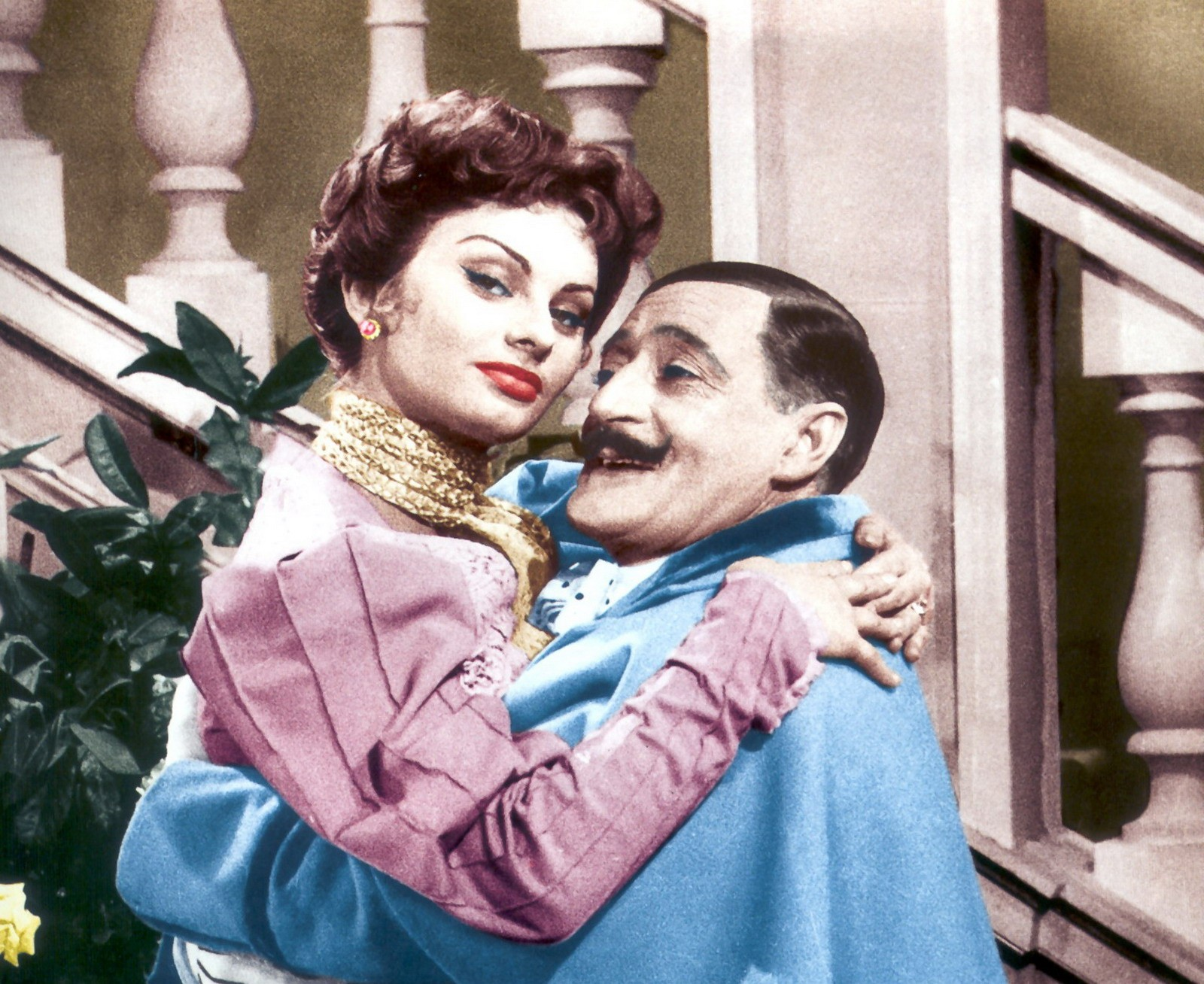
Sophia Loren et Totò dans une scène du film.

- Enzo Turco : Pasquale, le photographe
- Dolores Palumbo : Luisella
- Gianni Cavalieri (it) : Gaetano Semmolone, l'ancien chef cuisinier
- Franca Faldini : Nadia
- Sophia Loren : Gemma, la danseuse
- Carlo Croccolo : Luigino
- Liana Billi : Concetta
- Giuseppe Porelli : Ottavio
- Giulia Melidoni (it) : Bettina
- Valeria Moriconi : Pupella
- Franco Pastorino : Eugenio
- Franco Sportelli (it) : Vincenzo, le domestique
- Franco Melidoni (it) : Peppeniello
- Enzo Petito
- Vera Nandi (it)
- Leo Brandi (it)
- Franco Caruso
- Dino Curcio (it)
- Nino Di Napoli : Don Gaetano, le concierge
- Nicola Maldacea Jr. (it)

## Appréciation critique
« Un trépidant vaudeville à la napolitaine où Totò incarne un crève-la-faim à qui l'occasion est donnée de jouer les grands seigneurs. Des sketches très drôle (Totò s'empiffrant de spaghettis ou pétrifiant de sa morgue le nouveau riche qui le reçoit) s'intègrent à une suite de quiproquos absurdes sous lesquels perce la satire sociale. On rit beaucoup, de ce rire libérateur que le comédien voulait communiquer au public, et les couleurs pastel des images apportent un charme supplémentaire à ce premier épisode de la résurrection de Totò. »

— Jean de Baroncelli, Le Monde, 28 juin 1979